# 功課

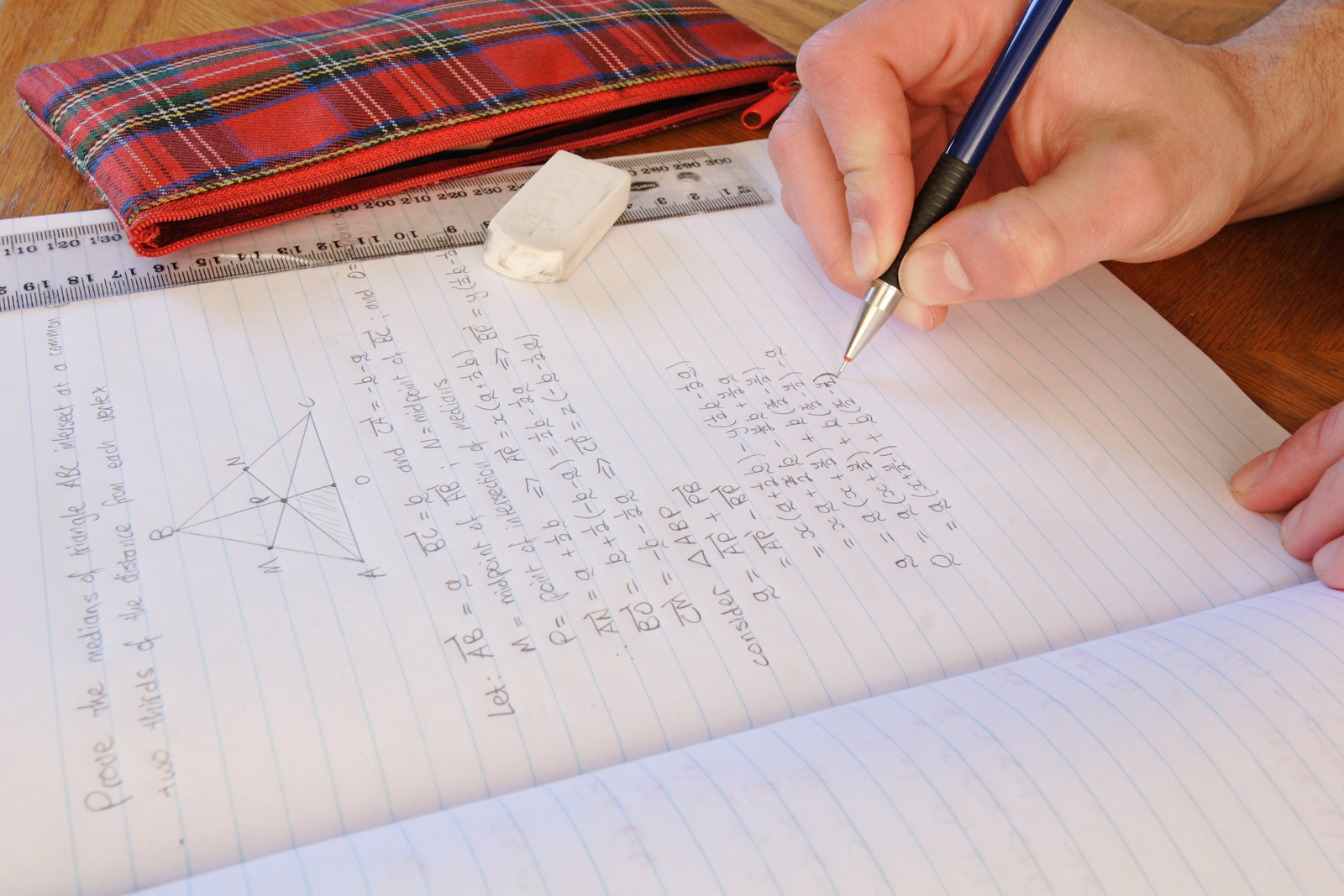
一名學生正在做數學功課。

功課，又稱作业、可再細分為學生帶回家中做的家課（回家作业或家庭作业）和課堂上做的堂課（课堂作业），是指在學校內、由教師依据客观情况分配給學生並要求他們完成的任務，所以每个班的作业量几乎都不一样，作业的目的通常是希望學生能預習和複習知識，或者鞏固當天或以前學過的知識，也可在考試前用來作复习材料。常見的功課類型包括閱讀教科書中的特定章節、閱讀指定的書籍、以書寫或打字完成文章、計算数学题等。功課與測驗或考試的不同之處在於，做功課時通常可以查阅教科書、參考書、字典等書籍，也可以跟同學及教師討論、還可以使用網際網络查詢資料完成。当然也可以同考试一样独立完成。是一种自由度较高的检查形式。

## 影響
功課能夠幫助學生學習，但有研究認為功課在14歲以下會有反作用，建議不宜給予過多功課給學生。此外，近年來有不少老師佈置過量功課，導致學生（尤其是較為年幼）可能無法完成、出現負面情緒、抑鬱、甚至自殺等行為。

## 相關
- 論文
- 抄襲